# ユニバーサルトレーディング
ユニバーサルトレーディング（UNIVERSAL TRADING Co., Ltd. ）は日本の登山用品メーカーである。ブランドとしてEPIガスを持っている。

## EPIガス
1961年にイギリスのストックポートにて、ユーロ・プレジャー・インターナショナル（Euro Pleasure International ）の略を取ってEPIのブランドで安全性の高いレジャー用のガスストーブとランタンの生産を開始した。
1973年、世界に先駆けてカートリッジに直接バーナーなりランタンを取りつけて、カートリッジそのものを基台として使用することを可能にしたセルフシーリングセーフティバルブを発表した。
1974年にアウトドアの目的に絞ったレジャー用アイテムをラインナップ。
1975年に小型軽量のバックパッカーストーブを発売、各国の山岳遠征隊や冒険家の賞賛を得てベストセラーとなった。
1978年にセルフシーリングセーフティバルブ搭載のバックパッカーストーブを発売。
1994年から日本国内での製造を開始した。

## EPIガスストーブ製品一覧

### APS
アルパインストーブ、分離型。
- APS（1990年発売[2]）
- APSA-II - 368 g[3]、最大出力3,360 kcal/h[3]。
- APSA-III - 425 g[2][4]、最大出力3,360 kcal/h[4][2]（230Rカートリッジ使用時[2]）、4,000 kcal/h[2]（230P+カートリッジ使用時[2]）。

### BPS
バックパッカー用ストーブ。
- BPS（1978年発売[2]） - ステンレス鋼製のケースはそのまま風防とクッカーになる[2]。200 g[5]、最大出力2,400 kcal/h[5]。
- BPSA-II - 314 g[3]、最大出力3,200 kcal/h[3]。
- BPS-III - 165 g[2]、最大出力3,200 kcal/h[2]（230Rカートリッジ使用時[2]）、3,700 kcal/h[2]（230P+カートリッジ使用時[2]）。
- BPSA-IIIチタン - 240g[4]、最大出力3,200 kcal/h[4]。

### CSS
コンパクト、軽量、高出力ストーブ。
- CSS（1996年発売[2]） - 154 g[3]、最大出力2,300 kcal/h[2][3]。
- CSSA（1996年発売[2]） - 最大出力2,300 kcal/h[2]。
- REVO-3500（2003年発売[2]1月[6]） - 本体85 g[4][6]、点火装置12 g[4]。従前のバーナーヘッドは金属板に穴を開けて作っており火力や耐風性を持たせるために穴数を増やすとヘッドの大型化を招いたが、このモデルでは極細特殊金属繊維を使うことで小さいヘッドで極めて多くの火口を持たせ、小型軽量との両立に成功した[6]。2003年のグッドデザイン賞を受賞[2]。最大出力3,500 kcal/h[6]（230Rカートリッジ使用時[6]）
- REVO-3700（2007年[2]発売） - 111g[2]、最大出力3,700 kcal/h[2]（230Rカートリッジ使用時[2]）4,200 kcal/h[2]（230P+カートリッジ使用時[2]）。

### GSS
キャンプ、防災、多人数用大型ストーブ。
- GSSA - 975g、最大出力5,800 kcal/h[2]（230Rカートリッジ使用時[2]）、6,500kcal/h[2]（230P+カートリッジ使用時[2]）。

### NEO
中型五徳の大出力ストーブ。
- NEO - 185 g[2]。最大出力4,000 kcal/h[2]（230Rカートリッジ使用時[2]）、4,500kcal/h[2]（230P+カートリッジ使用時[2]）。

### PSS
- PSSA-II - 312 g[3]、最大出力3,200 kcal/h[3]。

### QUO
- QUO - 98 g[2]。最大出力2,300 kcal/h[2]（230Rカートリッジ使用時[2]）、2,600kcal/h[2]（230P+カートリッジ使用時[2]）。

### SPLIT
大出力軽量分離型ストーブ。
- SPLIT - 234 g[2]。最大出力3,600 kcal/h[2]（230Rカートリッジ使用時[2]）4,200 kcal/h[2]（230P+カートリッジ使用時[2]）。五徳はチタン製で、高さ調整がついて傾斜のある場所でも水平に使える[2]。バーナーヘッドには極細特殊金属繊維を使っている[2]。

### STR
- STRA - 93 g[4]、最大出力2,000 kcal/h[4]。

## EPIガスランタン製品一覧
- マイクロスーパーランタンオートII - 220 g[7]、100 W相当[7]。
- SBランタンオート - 196 g[8][2]、140 lx[2]（約100 W相当[8][2]）。
- MBランタンオート - 265 g[2]、400 lx[2]（約200 W相当[2]）。